# キャリア裁判官
キャリア裁判官（キャリアさいばんかん）とは、日本において、司法試験合格後、司法修習を経て長期の雇用を前提に裁判官として任官された者に対する俗称。職業裁判官とも言われる。
弁護士任官制度などを利用して裁判官になった者は含まれないが、日本においては裁判官以外の法曹経歴を経て裁判官に任官される者は少なく、現在の裁判官のほとんどがキャリア裁判官に該当する。裁判官として法曹のキャリアをはじめた後、判検交流として検察官・法務省行政官などのポジションを経る例が見受けられるが、再び裁判官としての立場に戻る場合には、キャリア裁判官という呼称の例外とされないことが多い。
また、キャリア裁判官と呼ばれる者は他職を経験せず法曹となった場合が多く、任官直後の年齢は比較的若い者が多い。「キャリア」には「職業」という意味と、キャリア (国家公務員)の意味との両方を含んでいる。
若い頃から最高裁判所事務総局のポストを積み重ねる充て判のキャリア裁判官は司法官僚と呼ばれる。